# Шахматов, Анатолий Павлович
Анатолий Павлович Шахматов (род. 20 февраля 1948, Кагул, Кагульский район) — советский и российский пятиборец, триатлонист и тренер, спортивный функционер. Мастер спорта СССР, Заслуженный тренер СССР (1980).

## Биография
Родился 20 февраля 1948 году в городе Кагул в семье агронома и учительницы. Один из семи детей.
В 1953 году вместе с семьёй переехал в Москву, район Измайлово.
В 1956 году начал тренировки по плаванию во Дворце водного спорта на Мироновской (в настоящее время МОЦВС).
В 1958 году тренировался с группе под руководством Тамары Анатольевны Клембровской, а немного позже с Павлом Николаевичем Иоселиани. Выполнил выполнил I разряд.
В 1967 году во время службы в армии (спортрота) выполнил норматив мастера спорта по плаванию.

## Спортивная карьера
В 1973 году с «красным» дипломом окончил ГЦОЛИФК (Государственный Центральный ордена Ленина институт физической культуры и спорта).
С 1973 по 1981 год старший тренер сборной команды РСФСР по плаванию, начальник Управления водных и прикладных видов спорта Комитета по физической культуре и спорту при Совете Министров РСФСР.
С 1983 по 1989 года директор, старший тренер СДЮШОР профсоюзов на КСК «Битца» по современному пятиборью.
В 1990—1992 годах главный тренер сборной команды России по триатлону.
С 1996 по 2000 года — президент Федерации синхронного плавания России.
С 2002 года по настоящее время — вице-президент Федерации триатлона России.

## Спортивные достижения
Многократный чемпион России среди ветеранов, участник чемпионатов Европы и мира по триатлону среди ветеранов.

## Известные воспитанники
- чемпион Летних Олимпийских Игр 2000 года Дмитрий Сватковский;
- мастера спорта международного класса, чемпионы СССР, Андрей Макушин, Александр Мерзлов, Д. Гуляев.
- всего подготовил более 50 известных спортсменов по современному пятиборью.

## Труды
- Брошюра «Триатлон — первая попытка» — М.: ИПИО «Приз», 1994. — 43 с.: ил.
- Брошюра «Триатлон — вторая попытка» — М.:, 2008.